# Irene Christ
Irene Christ (* 26. September 1966 in Röbel/Müritz) ist eine deutsche Schauspielerin, Regisseurin und Schauspieldozentin.

## Werdegang
Irene Christ besuchte zunächst eine Medizinische Fachschule, machte ihr Examen als Krankenschwester und arbeitete auf einer Intensivstation der Charité. Am Mecklenburgischen Landestheater Parchim und der Rostocker Hochschule für Schauspielkunst Ernst Busch Rostock wurde sie zur Schauspielerin ausgebildet.
Als Schauspielerin wirkte sie seit 1993 unter anderem am Kieler Schauspielhaus, am Schauspielhaus Bochum, am Düsseldorfer Schauspielhaus, am Staatstheater Kassel und an der Volksbühne Berlin.  Sie arbeitete mit Regisseuren wie Leander Haussmann, Dimiter Gotscheff, Christina Paulhofer, Uwe-Dag Berlin, Jürgen Kruse, Klaus Emmerich, Cornelia Crombholz, Patrick Schlösser Thomas Schendel und Josh Fox.
2001 zog sie auf die Insel Malta, wo sie zusammen mit ihrem Ehemann, dem maltesischen Journalist Julian Manduca (2. Juli 1958 – 17. Mai 2005) ein Theaterunternehmen gründete. Dort produzierte sie, spielte und gab 2008 ihr Regiedebüt mit Dea Lohers Tattoo.
Für das Staatstheater Kassel schrieb und inszenierte sie 2015 das Stück Ausgesetzt. Ein wildes Kind über Victor von Aveyron, ein sogenanntes Wolfskind. Seit 2011 spielt und inszeniert sie als Gast an Dieter Hallervordens Berliner Schlosspark Theater, u. a. Der letzte Raucher sowie 2020 das Stück Schmetterlinge sind frei von Leonard Gershe. 2019 inszenierte Christ beim Malta International Arts Festival open air die englischsprachige Erstaufführung von Pope Joan (Die Päpstin) in der Bühnenfassung von Susanne Felicitas Wolf. Christ arbeitet mit dem an der Humboldt-Universität angesiedelten Theater des Anthropozän unter der Leitung von Frank M. Raddatz. Als Auftragsarbeit für die Internationale Psychoanalytische Universität in Zusammenarbeit mit der Psychologin Benigna Gerisch schrieb und inszenierte sie mit Studierenden das Stück Much Love, Assia ein Stück über weiblichen Suizid.
In dem auf verschiedenen Filmfestivals ausgezeichneten Kinofilm Do Re Mi Fa des maltesischen Regisseurs Chris Zarb spielte sie eine Hauptrolle und trat in verschiedenen Formaten der ARD und des ZDF auf.
Christ lehrt als Gastdozentin im Bereich Schauspiel, u. a. an der Hochschule für Schauspielkunst Ernst Busch Berlin sowie an der Filmschauspielschule Berlin.
Sie lebt in Berlin und in Valletta.

## Theaterrollen (Auswahl)
- 1994: Katharina in Dämonen von Lars Norén (Regie: Raymund Richter), Schauspielhaus Kiel
- 1995: Emily in Krankheit oder Moderne Frauen von Elfriede Jelinek (Regie: Volker Schmalöer), Schauspielhaus Kiel
- 1995: Trude in Die Zimmerschlacht von Martin Walser (Regie: Dimiter Gotscheff), Schauspielhaus Bochum
- 1996: Helena in Blick zurück im Zorn von John Osborne (Regie: Christina Paulhofer), Schauspielhaus Bochum
- 1996: Kriemhild u. a. in Germania 3, Gespenster am Toten Mann von Heiner Müller (Regie: Leander Haussmann), UA Schauspielhaus Bochum
- 1998: Eve in Der Zerbrochene Krug von Heinrich von Kleist (Regie: Dimiter Gotscheff), Schauspielhaus Bochum
- 2000: Der gestohlene Gott von Hanns Henny Jahn (Regie: Thomas Bischoff), Volksbühne Berlin
- 2002: Ellida in The Lady from the Sea von Henrik Ibsen (Regie: Frank Hörner), St. James Cavalier, Valletta
- 2003: Phyllis in Fat Men in Skirts von Nicky Silver (Regie: Cornelia Crombholz), St. James Cavalier, Valletta
- 2004: Martha in Who’s Afraid of Virginia Woolf von Edward Albee (Regie: Frank Hörner), Manoel Theatre / Nationaltheater Malta
- 2006: Amelia in Sanft und Grausam von Martin Crimp (Regie: Martin Schulze), Staatstheater Kassel
- 2008: Blanche in A Streetcar Named Desire von Tennessee Williams (Regie: Frank Hörner), MITP Malta
- 2012: Tochter Clara in Ich bin nicht Rappaport von Herb Gardner, Schlosspark Theater Berlin
- 2013: Ranjewskaja in Der Kirschgarten von Anton Tschechow (Regie: Patrick Schlösser),  Staatstheater Kassel
- 2016: Bettine in Vor Sonnenuntergang von Gerhart Hauptmann (Regie: Thomas Schendel) Schlosspark Theater Berlin
- 2017: Tochter Anne in Der Vater von Florian Zeller, Altes Schauspielhaus Stuttgart
- 2019: Hanna in Mörder und Mörderinnen von Hartmann Schmige (Regie: Thomas Schendel), Schlosspark Theater Berlin

## Regie (Auswahl)
- 2008: Tattoo von Dea Loher, St. James Cavaliere, Valletta
- 2014: Ausgesetzt. Ein wildes Kind (zusätzlich Autorin), Staatstheater Kassel
- 2018: Der letzte Raucher von Mark Kuntz, Kai-Uwe Holsten, Schlosspark Theater Berlin
- 2019: Pope Joan (Bühnenfassung von Susanne F. Wolf), Malta International Arts Festival
- 2020: Schmetterlinge sind frei von Leonard Gershe, Schlosspark Theater Berlin
- 2021: Der eingebildete Kranke von Molière, Theatersommer Rehberge Berlin
- 2022: Extrawurst von Dietmar Jacobs und Moritz Netenjakob, Academixer, Leipzig
- 2022: Corinna und David  von René Freund, Theater Berliner Schnauze, Berlin
- 2022: Six Dance Lessons in Six Weeks von Richard Alfieri, Theatre Salesjan, Malta
- 2023: Gut Gegen Nordwind von Daniel Glattauer, Theater Berliner Schnauze, Berlin
- 2023: Die Schöne und das Biest, Uraufführung der Bühnenfassung von Susanne F. Wolf, Luisenburg-Festspiele, Wunsiedel
- 2023: Alle sieben Wellen  von Daniel Glattauer, Theater am Frankfurter Tor, Berlin
- 2024: Kunst  von Yasmina Reza, Theater am Frankfurter Tor, Berlin
- 2025: Nach Mitternacht von Irmgard Keun, Theater am Frankfurter Tor, Berlin
- 2025: Oma Trick von Charles Lewinsky, deutsche Erstaufführung Schlosspark Theater Berlin
- 2025: Fisch sucht Fahrrad  von Peter Quilter, Übersetzung Nathalie Hallervorden, Deutschsprachige Erstaufführung, Schlosspark Theater Berlin

## Filmografie (Auswahl)
- 1990: Schlaraffenland, Regie: Michael Verhoeven, ZDF
- 1999: Der Fahnder, Regie: Peter Adam, ARD
- 2003: The Mystery of the Missing Ace, Dokudrama, Regie: Mike Wadding, BBC
- 2004: Tomorrow is Another Day (Ghada Jisbah Ukoll / Serie), Regie: Paul Portelli, Public Broadcasting Services Malta
- 2011: Küstenwache: „Das große Geschäft“ Regie: Zbynek Cerven, ZDF
- 2013: Polizeiruf 110, Regie: Thomas Stiller, NDR
- 2015: Tatort: Rebecca, Regie: Umut Dağ, ARD
- 2016: Do Re Mi Fa, Kinofilm, Regie: Chris Zarb, Dragonfilms Ldt.
- 2017: Limestone Cowboy, Kinofilm, Regie: Abigail Mallia, Take2 Entertainment Ldt.
- 2018: Camilla, Kurzfilm, Literaturverfilmung, Regie: Stefanie Sant, Shadeena Films